# 流通センターインターチェンジ
流通センターインターチェンジ（りゅうつうセンターインターチェンジ）は、山口県山口市小郡上郷にある、山口宇部道路のインターチェンジである。
「流通センター」の名称は、山口市小郡上郷と山口市朝田にまたがる工業団地「山口県流通センター」に由来する。

## 歴史
- 2011年7月31日 - 山口宇部道路朝田IC - 嘉川IC間延伸開通に伴い供用開始[2]。

## 周辺
- 山口県流通センター

## 接続する道路
- 山口市道
道路標示には国道9号への案内が表示されているが、国道9号からは約2km離れている。

## 料金所
無料区間につき料金所なし

## 隣
山口宇部道路
朝田IC - 流通センターIC - (34-1)小郡JCT - 長谷IC